# PAC611
Socket PAC611 — це 611-контактний мікропроцесорний роз'єм, призначений для підключення сімейства процесорів Intel Itanium 2 до материнської плати. Він забезпечує як електричний інтерфейс, так і фізичну підтримку. Цей роз'єм призначений для підтримки мікропроцесорного модуля.

## Технічні характеристики
Socket PAC611 був представлений з процесорами Intel Itanium другого покоління у 2002 році. Він підтримує частоту шини до 200 МГц з подвійним накачуванням.
Процесори Socket PAC611 розвивають тактову частоту до 1,66 ГГц.